# Немска жълтуга (защитена местност)
Вижте пояснителната страница за други значения на Немска жълтуга.
Немска жълтуга е защитена местност в България. Намира се в землището на Батак.
Защитената местност е с площ 1,67 ha. Обявена е на 6 март 2014 г. с цел опазване на растителен вид – немска жълтуга (Genista germanica), и неговото местообитание.
Попада в защитената зона от Натура 2000 по директивата за местообитанията Родопи – Западни и в защитената зона по директивата за птиците Западни Родопи.
В защитената местност се забраняват:
- промяна на предназначението и начина на трайно ползване на земята;
- търсене, проучване и добив на подземни богатства;
- строителство, с изключение на дейности, свързани с ремонт и реконструкция на съществуващи съоръжения;
- внасяне на неместни видове;
- складиране и извозване на дървен материал;
- залесяване.[1]